# Web F.C.
Web FC là một câu lạc bộ bóng đá cấp thấp bán chuyên nghiệp của Pháp chơi trong một giải đấu khu vực được gọi là Ligue de Basse-Normandie. Web FC cho phép các thành viên của mình, được gọi là "entraînautes", bỏ phiếu cho các quyết định chiến lược và chiến thuật thông qua trang web của câu lạc bộ, bao gồm lựa chọn đội hình bắt đầu.
Web FC là tiền thân của một số liên doanh, họ tìm cách đặt nhiều khả năng ra quyết định hơn về tay người hâm mộ của một câu lạc bộ bóng đá, tương tự như MyFootballClub ở Anh. Tuy nhiên, không giống như các thành viên của MyFootballClub, các thành viên của Web FC không phải trả phí để tham gia vào quá trình ra quyết định, nhưng họ càng tham gia, phiếu bầu của anh ấy hoặc cô ấy càng được coi trọng.